# Tri muškarca Melite Žganjer (1998.)
Tri muškarca Melite Žganjer, hrvatski dugometražni film iz 1998. godine.

## Radnja filma
Film je predstavljen kao "laka komedija" a glavni lik filma je Melita Žganjer (Mirjana Rogina), usamljena žena u 4. desetljeću života koja radi kao prodavačica u maloj slastičarni u Zagrebu. Melita je zaluđena Juanom (Filip Šovagović), likom iz polularne španjolske telenovele prikazane na lokalnoj TV, istovremeno pokušavajući privući Janka (Goran Navojec), dostavljača kolača, da je primijeti. Janko ne primjećuje njenu naklonost te se ona okreće ka Juri (Ivo Gregurević), policajcu, prijatelju njene cimerice Eve (Sanja Vejnović). Međutim, Melita smatra da je Jurino zanimanje za nju površno, i nakon što je čula da će Juan doći u Zagreb kako bi igrao vojnika UNPROFOR-a u lokalnom filmu o Domovinskom ratu, Melita ga uspijeva susresti, ali je ubrzo razočarana jer španjolski glumac nije sličan svom liku u telenoveli. Na kraju Melita saznaje da ju Janko voli i završava s njim.